# Blue Sky Studios
Blue Sky Studios — американская мультипликационная студия. Наиболее известные полнометражные анимационные фильмы студии Blue Sky Studios: «Ледниковый период» (включая продолжения «Глобальное потепление», «Эра динозавров», «Континентальный дрейф» и «Столкновение неизбежно»), «Рио» и «Рио 2», «Роботы», «Хортон».

## История
Blue Sky была основана в феврале 1987 года Кристофером Уэджем и В. Гополакрашнан (англ. V. Gopalakrishnan) из числа художников и техников MAGI (англ. Mathematical Applications Group, Inc.), работавших над фильмом кинокомпании Уолта Диснея «Трон». В период с конца 1980-х и в 1990-е годы работа Blue Sky Studios заключалась в производстве телевизионных рекламных роликов и визуальных эффектов для кино. Штаб-квартира студии располагалась в Уайт-Плэйнсе (англ. White Plains), штат Нью-Йорк. Студия выпустила более 200 анимационных роликов для таких организаций и компаний, как Крайслер, Марс (конфеты M&M's), General Foods, Texaco и даже корпуса морской пехоты США.
В 1997 году студия была приобретена компанией 20th Century Fox, и объединена со студией VIFX в Лос-Анджелесе. Началась работа над созданиями визуальных эффектов для фильмов, однако, когда VIFX была продана студии Rhythm & Hues Studios, Blue Sky снова сосредоточила свою работу на анимационных фильмах. 5 января 2009 года штаб-квартира студии переехала из Нью-Йорка в Гринвич, штата Коннектикут. К 75-летию кинокомпании Двадцатый Век Фокс студия Blue Sky разработала новый логотип компании, с дополнительными прожекторами и пальмами. Новый логотип впервые был представлен в фильме «Аватар».
14 декабря 2017 года компания Дисней официально подтвердила своё приобретение основных активов 21st Century Fox, в том числе и Blue Sky, что делает её сестринской студией с Pixar и WDFA.
В феврале 2021 года The Walt Disney Company объявила, что Blue Sky Studios будет упразднена в апреле. Окончательно студия прекратила существование 10 апреля 2021 года.

## Фильмография

### Полнометражные анимационные фильмы
| Год  | Название                                    | Оригинальное название          | Бюджет   | Сборы        | RT   | MC |
| ---- | ------------------------------------------- | ------------------------------ | -------- | ------------ | ---- | -- |
| 2000 | Титан: После гибели Земли                   | TITAN A.E                      | $75 млн  | $36 млн      | 50%  | 48 |
| 2002 | Ледниковый период                           | Ice Age                        | $59 млн  | $383 257 136 | 77 % | 60 |
| 2005 | Роботы                                      | Robots                         | $75 млн  | $260 696 994 | 64 % | 64 |
| 2006 | Ледниковый период 2: Глобальное потепление  | Ice Age: The Meltdown          | $80 млн  | $660 940 780 | 57 % | 60 |
| 2008 | Хортон                                      | Dr. Seuss' Horton Hears a Who! | $85 млн  | $297 138 014 | 79 % | 71 |
| 2009 | Ледниковый период 3: Эра динозавров         | Ice Age: Dawn of the Dinosaurs | $90 млн  | $886 686 817 | 46 % | 50 |
| 2011 | Рио                                         | Rio                            | $90 млн  | $483 866 518 | 72 % | 63 |
| 2012 | Ледниковый период 4: Континентальный дрейф  | Ice Age: Continental Drift     | $95 млн  | $877 244 782 | 37 % | 49 |
| 2013 | Эпик                                        | Epic                           | $93 млн  | $268 426 634 | 65 % | 52 |
| 2014 | Рио 2                                       | Rio 2                          | $103 млн | $498 781 117 | 46 % | 49 |
| 2015 | Снупи и мелочь пузатая в кино               | The Peanuts Movie              | $99 млн  | $246 233 113 | 87 % | 67 |
| 2016 | Ледниковый период 5: Столкновение неизбежно | Ice Age 5: Collision Course    | $105 млн | $408 579 038 | 18 % | 34 |
| 2017 | Фердинанд                                   | Ferdinand                      | $111 млн | $296 069 199 | 71 % | 58 |
| 2019 | Камуфляж и шпионаж                          | Spies in Disguise              | $100 млн | $171 616 764 | 76 % | 54 |

### Короткометражные анимационные фильмы
| Год  | Название                        | Оригинальное название                | Примечание            |
| ---- | ------------------------------- | ------------------------------------ | --------------------- |
| 1998 | Банни                           | Bunny                                | лауреат премии Оскар  |
| 2002 | Потерянный орех                 | Gone Nutty                           | номинант премии Оскар |
| 2006 | Не время для орехов             | No Time for Nuts                     | номинант премии Оскар |
| 2008 | Сид, инструкция по выживанию    | Surviving Sid                        |                       |
| 2010 | Скрат и континентальный излом   | Scrat’s Continental Crack-Up         |                       |
| 2011 | Скрат и континентальный излом 2 | Scrat’s Continental Crack-Up: Part 2 |                       |
| 2013 | Зонторог                        | Umbrellacorn                         | [ 22 ] [ 23 ]         |
| 2016 | Космическая Скратастрофа        | Cosmic Scrat-tastrophe               | [ 24 ] [ 25 ]         |

### «Специальные» телевизионные выпуски
| Год  | Название                                | Оригинальное название          |
| ---- | --------------------------------------- | ------------------------------ |
| 2011 | Ледниковый период: Гигантское Рождество | Ice Age: A Mammoth Christmas   |
| 2016 | Ледниковый период: Погоня за яйцами     | Ice Age: The Great Egg-Scapade |